# درون (توپولوژی)

نقطهٔ x یک نقطهٔ درونی مجموعه S و نقطهٔ y نقطه‌ای بر روی مرز مجموعه S است.

در ریاضیات، درونِ مجموعه‌ای مانند S در یک فضای توپولوژیک، شامل تمام نقاط S است که به مرز آن تعلق ندارند. نقطهٔ p یک نقطهٔ درونی مجموعهٔ S است هرگاه یک همسایگی (گوی باز) از p مانند N وجود داشته باشد بطوری که N ⊂ S.‏ مجموعهٔ نقاط درونی S را با °S نمایش می‌دهیم.

## دانستنی‌ها
فرض کنیم X یک فضای متری و S ⊂ X و A و B نیز دو زیرمجموعه X:
- S باز است هرگاه هر نقطهٔ S یک نقطهٔ درونی‌اش باشد.[۴]
- °S مجموعه‌ای باز است.
- °S بزرگترین مجموعه بازی است که جزء S می‌باشد.[۵]
- S باز است اگر و تنها اگر S = S°‏.
- (S°)° = S° و (A ∩ B)° = A° ∩ B°.
- A° ∪ B° ⊆ (A ∪ B)°.‏[۶]

## مثال‌ها
- اگر X فضای اقلیدسی {\displaystyle \mathbb {R} } از اعداد حقیقی باشد، آنگاه [۰,۱]°= (۰,۱).‏[۷]
- اگر X فضای اقلیدسی {\displaystyle \mathbb {R} } ازاعداد حقیقی باشد، آنگاه درون {\displaystyle \mathbb {Q} } (مجموعه اعداد گویا)، تهی می‌شود.